# Currinsville
Currinsville az Amerikai Egyesült Államok Oregon államának Clackamas megyéjében elhelyezkedő önkormányzat nélküli település.
A posta 1884 és 1906 között működött.